# Cercopithecus
Cercopithecus é um género de primata da família dos Cercopitecídeos, cujos espécimes, caracterizados pelas longas caudas, são comummente denominados cercopitecos.

## Etimologia
O substantivo Cercopithecus vem do grego antigo kerkopíthekos, substantivo formado por aglutinação dos étimos κέρκος, que significa «cauda de animal», e πίθηκος que significa «macaco».

## Espécies
- Cercopithecus albogularis (Sykes, 1831)
- Cercopithecus ascanius (Audebert, 1799)
- Cercopithecus campbelli Waterhouse, 1838
- Cercopithecus cephus (Linnaeus, 1758)
- Cercopithecus denti Thomas, 1907
- Cercopithecus diana (Linnaeus, 1758)
- Cercopithecus doggetti Pocock, 1907
- Cercopithecus dryas Schwartz, 1932
- Cercopithecus erythrogaster Gray, 1866
- Cercopithecus erythrotis Waterhouse, 1838
- Cercopithecus hamlyni Pocock, 1907
- Cercopithecus kandti Matschie, 1905
- Cercopithecus lhoesti Sclater, 1899
- Cercopithecus lomamiensis Hart et al., 2012
- Cercopithecus lowei (Lemould, 1988)
- Cercopithecus mitis Wolf, 1822
- Cercopithecus mona (Schreber, 1774)
- Cercopithecus neglectus Schlegel, 1876
- Cercopithecus nictitans (Linnaeus, 1766)
- Cercopithecus petaurista (Schreber, 1774)
- Cercopithecus pogonias Bennett, 1833
- Cercopithecus preussi Matschie, 1898
- Cercopithecus roloway Schreber, 1774
- Cercopithecus sclateri Pocock, 1904
- Cercopithecus solatus Harrison, 1988
- Cercopithecus wolfi A. Meyer, 1891